# George Adembo
George Adembo – kenijski piłkarz grający na pozycji pomocnika. W swojej karierze rozegrał 6 meczów i strzelił 2 gole w reprezentacji Kenii.

## Kariera klubowa
W swojej karierze piłkarskiej Adembo grał w klubie Gor Mahia.

## Kariera reprezentacyjna
W reprezentacji Kenii Adembo zadebiutował 12 kwietnia 1987 w przegranym 1:2 meczu kwalifikacji do Pucharu Narodów Afryki 1988 z Madagaskarem, rozegranym w Antananarywie. W debiucie strzelił gola. W 1988 roku powołano go do kadry na Puchar Narodów Afryki 1988. Zagrał w nim w jednym meczu grupwowym, z Kamerunem (0:0). W kadrze narodowej od 1987 do 1988 wystąpił 6 razy i strzelił 2 gole.